# Eupithecia discrepans
Eupithecia discrepans är en fjärilsart som beskrevs av Claude Herbulot 1983. Eupithecia discrepans ingår i släktet Eupithecia och familjen mätare. Inga underarter finns listade i Catalogue of Life.